# Кронье, Йохан
Йохан Кронье — южноафриканский легкоатлет, который специализируется в беге на 1500 метров. Бронзовый призёр чемпионата мира 2013 года с результатом 3.36,83. Семикратный чемпион ЮАР и действующий рекордсмен своей страны — 3.33,46. Выступал на Олимпиаде 2004 года, но не смог выйти в финал. На чемпионате мира среди юниоров 2000 года занял 5-е место. Занял 9-е место на чемпионате Африки 2010 года.
Его родители Дани и Сарина Кронье, также были легкоатлетами.